# 登板
登板（とうばん）とは、
1. 野球において、選手が投手の守備位置に就いて試合に出場すること（対義語は降板）。また、その回数を示す記録。
2. （1.からの派生語）テレビ番組や舞台などで、決まった役に就き出演すること（対義語は降板）。

投手が投球するとき、マウンドに埋め込まれている投手板を踏んでいることから、この名称がある。以下では1.について述べる。

## 試合に出場しても登板が記録されない例
野球の試合においては、投手として登録されている選手であっても、出場した試合で投手を務めなかった場合、打撃成績としての試合出場は記録されるが、登板は記録されない。
- 投手以外の守備位置（先発出場のほか、指名打者、代打、代走、守備のみの出場など）でのみ出場した場合がこれに該当する。投手以外で先発出場しても、試合の途中で投手に移った場合は、登板が記録される。
  - 投手登録の選手で試合と登板が大きく異なる選手の例として、投手として登録されていながら外野手としても出場する、いわゆる「二刀流」の大谷翔平が挙げられる。新人年の2013年は、試合出場77試合のうち、投手として登板したのは13試合（投手として登板し、その後守備に就いた試合も含む）で、他の64試合は野手のみの出場だった。
  - 偵察メンバー[1]として起用された場合もこれに該当し、1976年までは、名目上の守備位置の守備成績にも「試合」をカウントしていた。
- 試合中の投手交代で、新たに登板することになった投手が告げられた直後に、降雨などでコールドゲームが宣告された場合。[2]
  - 2009年の規則改正に伴い、このような例では登板は記録されないようになった。それ以前は登板が記録されていた（いわゆる「0球登板」）。
  - 呉昇桓（阪神タイガース） ― 2014年8月29日、対東京ヤクルトスワローズ第18回戦（阪神甲子園球場）の9回表、ヤクルトの攻撃中、阪神が10 - 5と5点リードしている無死満塁の場面。降雨によるコールドゲームが宣告されたため。[3][4]
  - 増田達至（埼玉西武ライオンズ） ― 2015年9月6日、対千葉ロッテマリーンズ第23回戦（QVCマリンフィールド）の9回裏開始前。降雨によるコールドゲームのため。
  - タナー・シェッパーズ（千葉ロッテマリーンズ） ― 2018年5月23日、対北海道日本ハムファイターズ第11回戦（ZOZOマリンスタジアム）の9回表開始前。降雨によるコールドゲームのため。
  - 三嶋一輝（横浜DeNAベイスターズ） ― 2018年6月10日、対北海道日本ハムファイターズ第3回戦（横浜スタジアム）の6回表開始前。降雨によるコールドゲームのため。なお、5回まで投げていた先発投手の今永昇太には完投が記録された。[5][6]
  - 甲斐野央（福岡ソフトバンクホークス） ― 2019年4月9日、対北海道日本ハムファイターズ第1回戦（長崎県営野球場）の10回表開始前。降雨によるコールドゲームのため。
  - 武藤祐太（横浜DeNAベイスターズ） ― 2020年7月10日、対阪神タイガース第4回戦（阪神甲子園球場）の5回裏開始前。降雨によるコールドゲームのため。
- 試合中の投手交代で、新たに登板することになった投手が告げられたが、その投手が負傷により投球できなくなりそのまま別の投手と交代した場合。
  - 通常、救援投手は最初の打者との対戦を終えるか、または攻守交代になるまで別の投手と交代できない[7]が、この場合に限り交代が認められる。
  - 谷元圭介（中日ドラゴンズ） ― 2021年7月11日、対横浜DeNAベイスターズ第14回戦（バンテリンドーム ナゴヤ）の7回表開始前。谷元はマウンドに上がって投球練習を始めたが途中で異変を訴え、そのまま体調不良により祖父江大輔と交代。なお、谷元は翌日付で出場選手登録を抹消された。[8]

## 日本プロ野球

### 通算記録
| 順位 | 選手名     | 登板 |
| ---- | ---------- | ---- |
| 1    | 岩瀬仁紀   | 1002 |
| 2    | 米田哲也   | 949  |
| 3    | 金田正一   | 944  |
| 4    | 宮西尚生   | 869  |
| 5    | 梶本隆夫   | 867  |
| 6    | 小山正明   | 856  |
| 7    | 江夏豊     | 829  |
| 8    | 五十嵐亮太 | 823  |
| 9    | 藤川球児   | 782  |
| 10   | 皆川睦雄   | 759  |

| 順位 | 選手名   | 登板 |
| ---- | -------- | ---- |
| 11   | 稲尾和久 | 756  |
| 12   | 鹿取義隆 | 755  |
| 13   | 益田直也 | 747  |
| 14   | 権藤正利 | 719  |
| 15   | 大野豊   | 707  |
| 16   | 石井茂雄 | 705  |
| 17   | 鈴木啓示 | 703  |
| 18   | 山本和行 | 700  |
| 19   | 東尾修   | 697  |
| 19   | 平野佳寿 | 697  |

- 記録は2024年シーズン終了時[9]

### シーズン記録
| 順位 | 選手名     | 所属球団           | 登板 | 記録年 | 備考           |
| ---- | ---------- | ------------------ | ---- | ------ | -------------- |
| 1    | 久保田智之 | 阪神タイガース     | 90   | 2007年 | セ・リーグ記録 |
| 2    | 平井克典   | 埼玉西武ライオンズ | 81   | 2019年 | パ・リーグ記録 |
| 3    | 藤川球児   | 阪神タイガース     | 80   | 2005年 |                |
| 4    | 久保裕也   | 読売ジャイアンツ   | 79   | 2010年 |                |
| 4    | 浅尾拓也   | 中日ドラゴンズ     | 79   | 2011年 |                |
| 6    | 稲尾和久   | 西鉄ライオンズ     | 78   | 1961年 |                |
| 6    | 菊地原毅   | 広島東洋カープ     | 78   | 2001年 | 左投手記録     |
| 8    | 福間納     | 阪神タイガース     | 77   | 1984年 |                |
| 9    | 木塚敦志   | 横浜ベイスターズ   | 76   | 2007年 |                |
| 9    | 青木高広   | 広島東洋カープ     | 76   | 2011年 |                |

- 記録は2024年度シーズン終了時[10]

### 救援登板記録
| 順位 | 選手名     | 登板 |
| ---- | ---------- | ---- |
| 1    | 岩瀬仁紀   | 1001 |
| 2    | 宮西尚生   | 869  |
| 3    | 五十嵐亮太 | 823  |
| 4    | 藤川球児   | 763  |
| 5    | 益田直也   | 747  |

- 記録は2024年度シーズン終了時

### 新人登板記録
| 順位 | 選手名   | 所属球団                 | 登板 | 記録年 |
| ---- | -------- | ------------------------ | ---- | ------ |
| 1    | 益田直也 | 千葉ロッテマリーンズ     | 72   | 2012年 |
| 2    | 林安夫   | 朝日軍                   | 71   | 1942年 |
| 2    | 大原慎司 | 横浜ベイスターズ         | 71   | 2011年 |
| 4    | 攝津正   | 福岡ソフトバンクホークス | 70   | 2009年 |
| 5    | 野口二郎 | セネタース               | 69   | 1939年 |
| 5    | 堀本律雄 | 読売ジャイアンツ         | 69   | 1960年 |
| 5    | 権藤博   | 中日ドラゴンズ           | 69   | 1961年 |

### 野手登板
稀ではあるが、野手登録している選手が公式戦で投手として起用される事例があり、この場合は「野手登板」と表現される。他の野球規則に抵触していないのであれば、この選手交代（野手登板）自体は問題ない。
日本プロ野球での事例
- 1995年05月09日：オレステス・デストラーデ（西武ライオンズ、オリックス・ブルーウェーブ対西武ライオンズ戦、富山市民球場アルペンスタジアム）
  - 8回裏、オリックス9-0西武、2死走者なしの場面で登板
  - 登板成績 - 投球回0、打者3、被安打1、与四球2、失点0、自責点0

- 2000年06月03日：五十嵐章人（オリックス・ブルーウェーブ、大阪近鉄バファローズ対オリックス・ブルーウェーブ戦）
  - 8回裏、大阪近鉄13-6オリックスの場面で登板
  - 登板成績 - 投球回1、打者4、被安打1、与四球0、失点0、自責点0
  - この試合で五十嵐章人は全ポジションでの出場を達成した（プロ野球史上2人目）。

- 2020年08月06日：増田大輝（読売ジャイアンツ、阪神タイガース対読売ジャイアンツ戦、甲子園球場）[11][12]
  - 8回裏、阪神11-0巨人、1死走者なしの場面で登板
  - 登板成績 - 投球回2/3、投球数13、打者3、被安打0、与四球1、失点0、自責点0

- 2023年09月02日：北村拓己（読売ジャイアンツ、横浜DeNAベイスターズ対読売ジャイアンツ戦、横浜スタジアム）[13][14][15]
  - 8回裏、横浜12-4巨人、攻守交替の場面で登板
  - 登板成績 - 投球回1、投球数14、打者4、被安打1、被本塁打1、与四球1、失点1、自責点1

野手登録中に「野手登板」した後、投手登録された選手による「野手登板」事例
- 嘉㔟敏弘（オリックス・ブルーウェーブ）
  - 外野手登録選手として、1997年(登板2)、2000年(登板21、1勝4敗)に投手として試合出場。
  - 2001年から投手に登録変更。
- 根尾昂（中日ドラゴンズ）
  - 2022年05月21日：広島東洋カープ対中日ドラゴンズ戦（マツダスタジアム）[16]
  - 2022年06月19日：中日ドラゴンズ対読売ジャイアンツ戦（バンテリンドーム）[17]
  - 2022年06月21日：外野手から投手に守備位置を登録変更[18]。

## メジャーリーグベースボール

### 通算記録
| 順位 | 選手名               | 登板 |
| ---- | -------------------- | ---- |
| 1    | ジェシー・オロスコ   | 1252 |
| 2    | マイク・スタントン   | 1178 |
| 3    | ジョン・フランコ     | 1119 |
| 4    | マリアノ・リベラ     | 1115 |
| 5    | デニス・エカーズリー | 1071 |
| 6    | ホイト・ウィルヘルム | 1070 |
| 7    | ダン・プリーサック   | 1064 |
| 8    | マイク・ティムリン   | 1058 |
| 9    | ケント・テカルヴ     | 1050 |
| 10   | ラトロイ・ホーキンス | 1042 |

| 順位 | 選手名                 | 登板 |
| ---- | ---------------------- | ---- |
| 11   | トレバー・ホフマン     | 1035 |
| 12   | リー・スミス           | 1022 |
| 12   | ホセ・メサ             | 1022 |
| 14   | ロベルト・ヘルナンデス | 1010 |
| 15   | マイク・ジャクソン     | 1005 |
| 16   | リッチ・ゴッセージ     | 1002 |
| 17   | リンディ・マクダニエル | 987  |
| 18   | トッド・ジョーンズ     | 982  |
| 19   | デビッド・ウェザース   | 964  |
| 20   | フェルナンド・ロドニー | 951  |

- 記録は2024年シーズン終了時[19]

### シーズン記録
| 順位 | 選手名                 | 所属球団                       | 登板 | 記録年 | 備考           |
| ---- | ---------------------- | ------------------------------ | ---- | ------ | -------------- |
| 1    | マイク・マーシャル     | ロサンゼルス・ドジャース       | 106  | 1974年 | ナ・リーグ記録 |
| 2    | ケント・テカルヴ       | ピッツバーグ・パイレーツ       | 94   | 1979年 |                |
| 2    | サロモン・トーレス     | ピッツバーグ・パイレーツ       | 94   | 2006年 |                |
| 4    | マイク・マーシャル     | モントリオール・エクスポズ     | 92   | 1973年 |                |
| 4    | ペドロ・フェリシアーノ | ニューヨーク・メッツ           | 92   | 2010年 | 左投手記録     |
| 6    | ケント・テカルヴ       | ピッツバーグ・パイレーツ       | 91   | 1978年 |                |
| 7    | ウェイン・グレンジャー | シンシナティ・レッズ           | 90   | 1969年 |                |
| 7    | マイク・マーシャル     | ミネソタ・ツインズ             | 90   | 1979年 | ア・リーグ記録 |
| 7    | ケント・テカルヴ       | ピッツバーグ・パイレーツ       | 90   | 1987年 |                |
| 10   | マーク・アイクホーン   | トロント・ブルージェイズ       | 89   | 1987年 |                |
| 10   | フリアン・タバレス     | サンフランシスコ・ジャイアンツ | 89   | 1997年 |                |
| 10   | スティーブ・クライン   | セントルイス・カージナルス     | 89   | 2001年 |                |
| 10   | ポール・クアントリル   | ロサンゼルス・ドジャース       | 89   | 2003年 |                |
| 10   | ジム・ブラウワー       | サンフランシスコ・ジャイアンツ | 89   | 2004年 |                |

- 記録は2024年度シーズン終了時[20]